# Invasione delle Molucche
L'invasione delle Molucche fu un'invasione militare compiuta dalle forze inglesi che ebbe luogo tra il febbraio e l'agosto del 1810 nelle isole Molucche nelle Indie orientali olandesi, nel corso delle guerre napoleoniche.
Dal 1810 il regno d'Olanda era vassallo del Primo impero francese e la Gran Bretagna assieme alla Compagnia britannica delle Indie orientali aveva cercato di prendere il controllo delle Indie orientali dove si producevano diverse spezie di valore per il commercio internazionale. Vennero poste due forze inglesi di peso, una sull'isola di Ambon e l'altra su quella di Ternate, mentre un'altra ancora si occupò della cattura dell'isola di Banda Neira, più pesantemente difesa.
In una campagna militare che perdurò per sette mesi, le forze inglesi catturarono una dopo l'altra tutte le isole della regione; Ambon venne catturata a febbraio, Banda Neira ad agosto e Ternate e tutte le altre isole della regione alla fine di quello stesso mese.
Gli inglesi mantennero il controllo delle isole sino alla fine della guerra. Dopo la firma del Trattato anglo-olandese del 1814, le isole tornarono tutte quante all'Olanda, ma nel frattempo la Compagnia britannica delle Indie orientali aveva avuto tutto il tempo per trapiantare numerosi alberi di spezie che crescevano in loco in tutto il resto dell'impero coloniale britannico.

## Antefatto

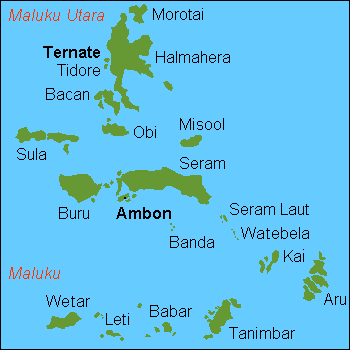
Mappa delle isole Molucche

Le Molucche erano note anche come "Isole delle spezie" perché su di esse crescevano numerose piante di noce moscata, macis e chiodi di garofano che si trovavano esclusivamente in loco. La presenza di queste spezie aveva grande interesse nel mercato europeo sin dal XVI secolo, attirando in particolare l'attenzione del Portogallo che deteneva il monopolio del commercio delle spezie. La Compagnia olandese delle Indie orientali giunse nelle isole nel 1599 e scalzò i portoghesi.
La Compagnia britannica delle Indie orientali giunse poco dopo ed iniziò a competere con gli olandesi per il controllo dell'isola di Ambon e la piccola isola di Run. La competizione scoppiò tragicamente nel massacro di Amboyna del 1623, influenzando le relazioni anglo-olandesi per decenni. Dopo il 1667, sulla base del Trattato di Breda, entrambe le potenze si accordarono per mantenere lo status quo e rinunciare alle rispettive pretese, sebbene queste continuarono in qualche modo anche durante il XVIII secolo.
Dopo la quarta guerra anglo-olandese, che fu un disastro finanziario, la Repubblica Olandese divenne la Repubblica Batava e si alleò con la Francia rivoluzionaria. La Compagnia olandese delle Indie orientali venne nazionalizzata nel 1796. Durante la guerra che seguì, il principe Guglielmo V d'Orange ordinò alla Compagnia olandese delle Indie orientali di cedere le proprie colonie agli inglesi per evitare che queste cadessero nelle mani dei francesi. La Compagnia britannica delle Indie orientali venne ufficialmente disciolta nel 1799; i possedimenti oltremare divennero quindi colonie olandesi (le Molucche divennero parte delle Indie orientali olandesi). Le isole vennero catturate dal viceammiraglio Peter Rainier. Queste vennero restituite col Trattato di Amiens sette anni più tardi. La pace ad ogni modo non perdurò a lungo con l'inizio delle guerre napoleoniche. Dal 1808, gran parte delle colonie olandesi era stata neutralizzata con una serie di brevi campagne militari; la Colonia del Capo venne invasa e catturata da Sir Home Riggs Popham nel gennaio del 1806 e l'isola di Giava da Sir Edward Pellew in una campagna che si concluse nel dicembre del 1807. Francesi e inglesi continuavano comunque a cercare di ottenere il controllo esclusivo delle lucrative rotte commerciali dell'Oceano Indiano. Gli inglesi iniziarono con invadendo le isole francesi nell'Oceano Indiano, l'Ile de France e l'Île Bonaparte nel 1809. La flotta olandese delle Indie orientali doveva essere abbattuta a tutti i costi dagli olandesi; in primo luogo era necessario sovvertire la potenza francese e poi gli inglesi desideravano lucrare per loro conto su quelle rotte ed avere l'esclusiva delle spezie.

### I preparativi
Nel 1806 Herman Willem Daendels divenne governatore generale delle Indie orientali olandesi e cercò di difendere la regione contro gli inglesi. Utilizzando dei lavoratori forzati, Daendels rafforzò la guarnigione, migliorò le difese e costruì il Great Post Road di Java per contrastare una possibile minaccia degli inglesi.
A metà del 1809 il governatore coloniale dell'India, Gilbert Elliot-Murray-Kynynmound, I conte di Minto era intenzionato a organizzare due squadroni per conquistare le Molucche. Questo compito ricadde sul contrammiraglio William O'Brien Drury che si era risolto ad assediare gli insediamenti olandesi in loco. Il primo colpo venne sferrato nel febbraio del 1810, col capitano Edward Tucker al comando di un piccolo squadrone che comprendeva la HMS Dover, la fregata HSM Cornwallis al comando del capitano William Augustus Montagu e lo sloop HMS Samarang. A bordo si trovavano circa 400 uomini del reggimento di Madras e diversi pezzi d'artiglieria. L'obbiettivo principale del gruppo erano le isole di Amboyna e Ternate.
Un secondo gruppo di forza avrebbe catturato le isole Banda, il cuore del commercio delle spezie nell'area, spingendosi in particolare nell'isola di Banda Neira. La forza comprendeva la fregata HMS Caroline (36 cannoni), l'ex fregata francese HMS Piedmontaise, lo sloop HMS Barracouta (18 cannoni) ed un trasporto di 12 cannoni, oltre all'ex vascelo olandese HMS Mandarin. Le freegate e lo sloop portavano a bordo un centinaio tra soldati e ufficiali del reggimento di Madras, diversi marinai e Royal Marines, e 20 artiglieri con 2 cannoni. Lo squadrone era comandato dal capitano Christopher Cole, col capitano Charles Foote sulla Piedmontaise ed il capitano Richard Kenah a bordo della Barracouta. Questi partirono da Madras passando per Singapore, dove il capitano Richard Spencer informò Cole che più di 700 olandesi si trovavano nelle isole Banda.

## L'invasione delle Molucche

### Amboyna

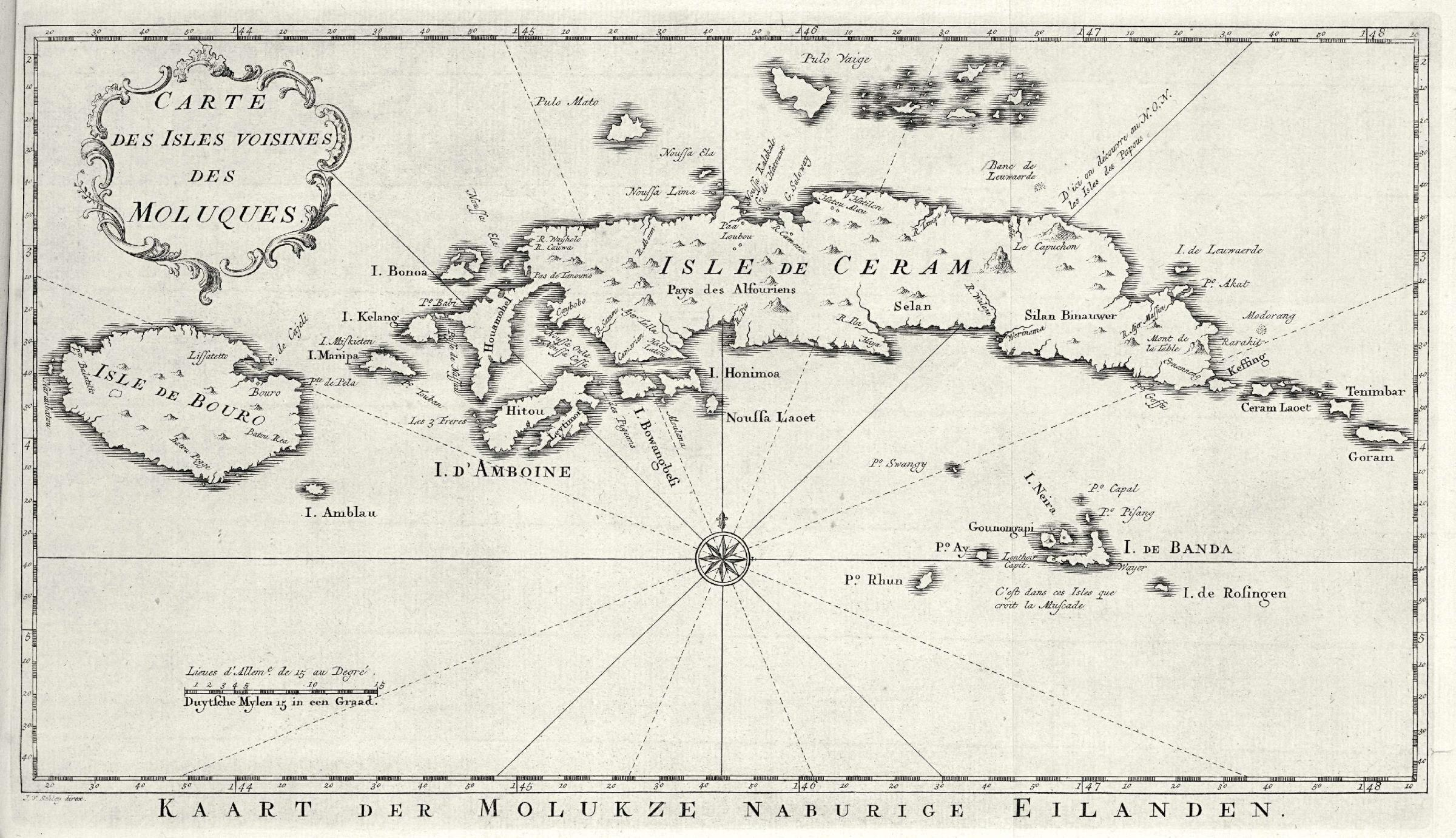
Mappa di Ambon delle isole Banda del XVIII secolo

Le forze inglesi predisposte per prendere Ambon lasciarono Madras il 9 ottobre 1809. A metà febbraio giunsero al largo delle isole. Già il 6 febbraio la HMS Dover aveva catturato il brigantino olandese Rambang. Sia la Dover che la Cornwallis avevano ancorato ad Ambon, città collocata in fondo a una piccola baia oltre una linea di colline basse. Queste erano difese da batterie lungo la spiaggia oltre che da Fort Victoria, la principale fortificazione dell'area, dotata di cannoni pesanti. Dal momento che queste fortificazioni impedivano l'assalto all'area, gli inglesi erano determinati a prenderle.
Gli inglesi lanciarono il loro attacco il 16 febbraio: le truppe, con l'aiuto di marinai e marines guidati dal capitano Court, sbarcarono a destra della baia senza essere notati dagli olandesi, catturando due batterie che sorvegliavano proprio il porto ed il Fort Victoria. Durante la notte, la Samarang sbarcò quaranta uomini, ai quali vennero uniti due pezzi d'artiglieria sbarcati dalla Dover. Questi si unirono al bombardamento di Fort Victoria che ebbe inizio anche grazie alle due batterie catturate al nemico.
I cannoni inglesi sparavano anche dalle navi, affondando tre navi nel porto. Poco dopo il governatore olandese dell'isola, il colonnello Filz chiese la resa firmando la capitolazione in seguito. Il 18 febbraio la città capitolò; le perdite per gli inglesi furono molto basse con soli tre morti, uno dei quali era un marine della Samarang. L'intera isola, difesa da 250 europei e circa 1000 tra giavanesi e maduresi, depose le armi.

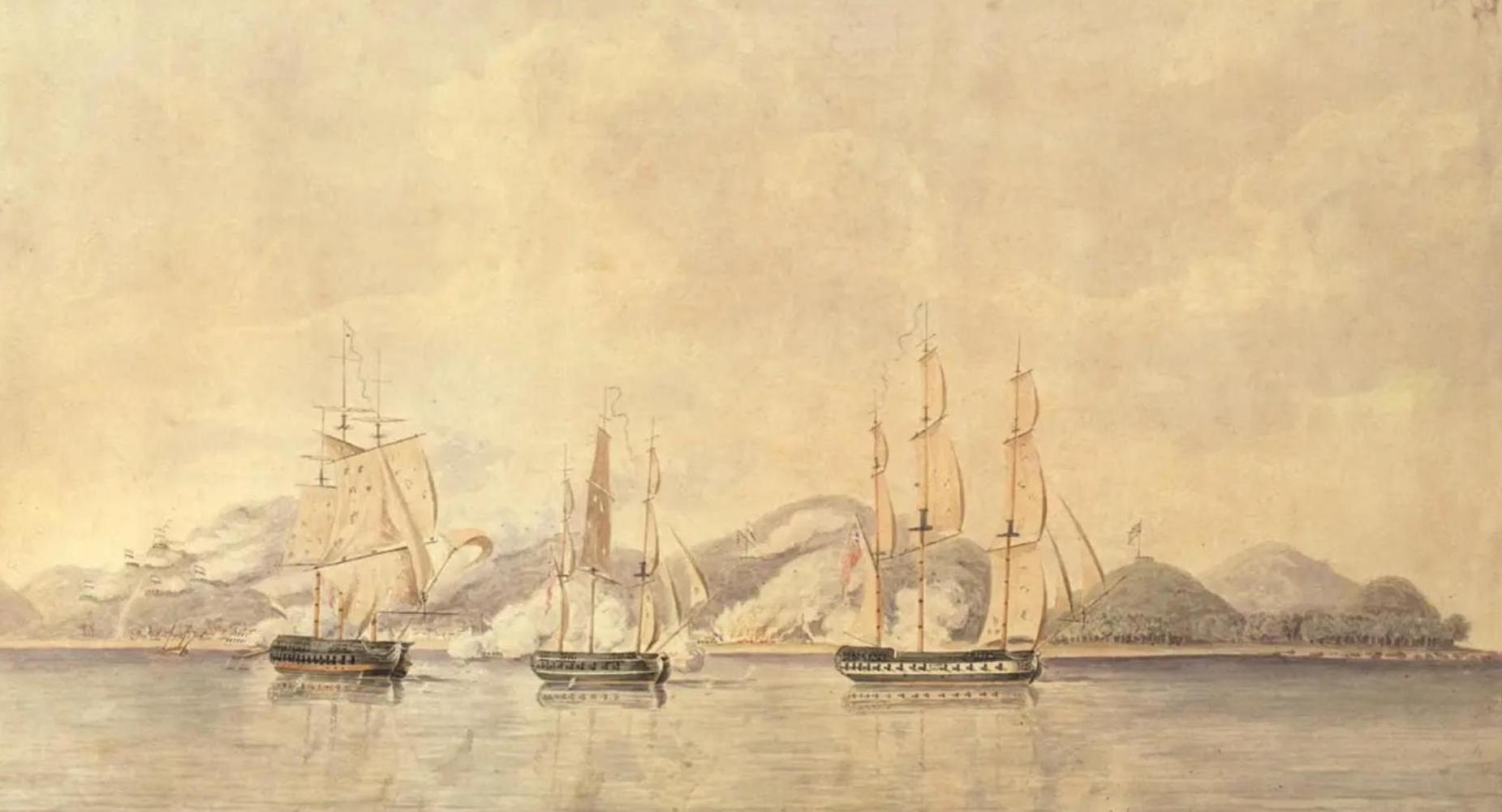
Amboyna catturata agli olandesi da uno squadrone guidato da Sir Edward Tucker nel febbraio di 1810 di Richard Vidal

Durante la campagna militare, gli inglesi catturarono diversi vascelli olandesi. Uno era il brigantino Mandurese con 12 cannoni a bordo, che però venne colpita nel porto di Amboyna e poté tornare in servizio solo dopo sapienti riparazioni col nome di HMS Mandarin. Da Amboyna, lo squadrone si portò a catturare le isole di Saparua, Harouka, Nasso-Laut, Buru e Manipa.
Dopo l'attaccò a Amboyna, Spencer fece salpare la Samarang alla volta dell'isola di Pulo Ay (o Pulo Ai), nelle isole Banda. Qui riuscì a concludere l'attacco a Fort Revenge con successo. Spencer travestì la Samarang da vascello mercantile olandese, riuscendo così a giocare il comandante del forte, permettendo a Spencer di prendere il forte di sorpresa. Il comandante olandese si suicidò avvelenandosi dopo che ebbe scoperto l'inganno degli inglesi che erano di molto inferiori in numero rispetto alle sue forze.
La Samarang catturò poi il brigantino olandese Recruiter il 28 marzo, quando giunse al largo dell'isola di Pulau Ai. Questa era armata con dodici cannoni ed aveva a bordo una ciurma di cinquanta uomini al comando del capitano Hegenheard. Trasportava inoltre a bordo la somma di 10 000 dollari in denaro, la paga della guarnigione olandese di Banda Neira oltre a provviste, un medico, un'infermiera e venti bambini per una campagna di vaccinazioni. La Samarang divise il denaro catturato con la Dover e la Cornwallis. Tra il 29 aprile ed il 18 maggio, la Dover, la Cornwallis e la Samarang catturarono le navi olandesi Engelina e Koukiko. Sia Pulau Ai che Run vennero catturate senza colpo ferire.
Dopo aver inviato tutti gli ufficiali e le truppe olandesi da Amboyna a Giava, il capitano Tucker salpò per il porto olandese di Gorontello, nella baia di Tommine, nella parte nordorientale dell'isola di Celebes nel giugno del 1810. Sebbene la bandiera olandese sventolasse ancora su Fort Nassau, l'insediamento era in realtà retto da un sultano e dai suoi due figli per conto degli olandesi. Il capitano inglese riuscì a persuadere il sultano a permettere che gli inglesi si sostituissero agli olandesi.
Infine il 26 giugno la Dover catturò l'isola di Manado, dove Fort Amsterdam si trovava protetto da due batterie pesanti. Il forte si arrese senza opposizione quando il capitano Tucker fece presente al governatore olandese locale che una fregata inglese, coi cannoni pronti a sparare e gli uomini a sbarcare, stava attendendo il segnale per assalire le posizioni olandesi. Manado aveva una guarnigione di 113 uomini e 50 cannoni montati nel forte.

### Banda Neira

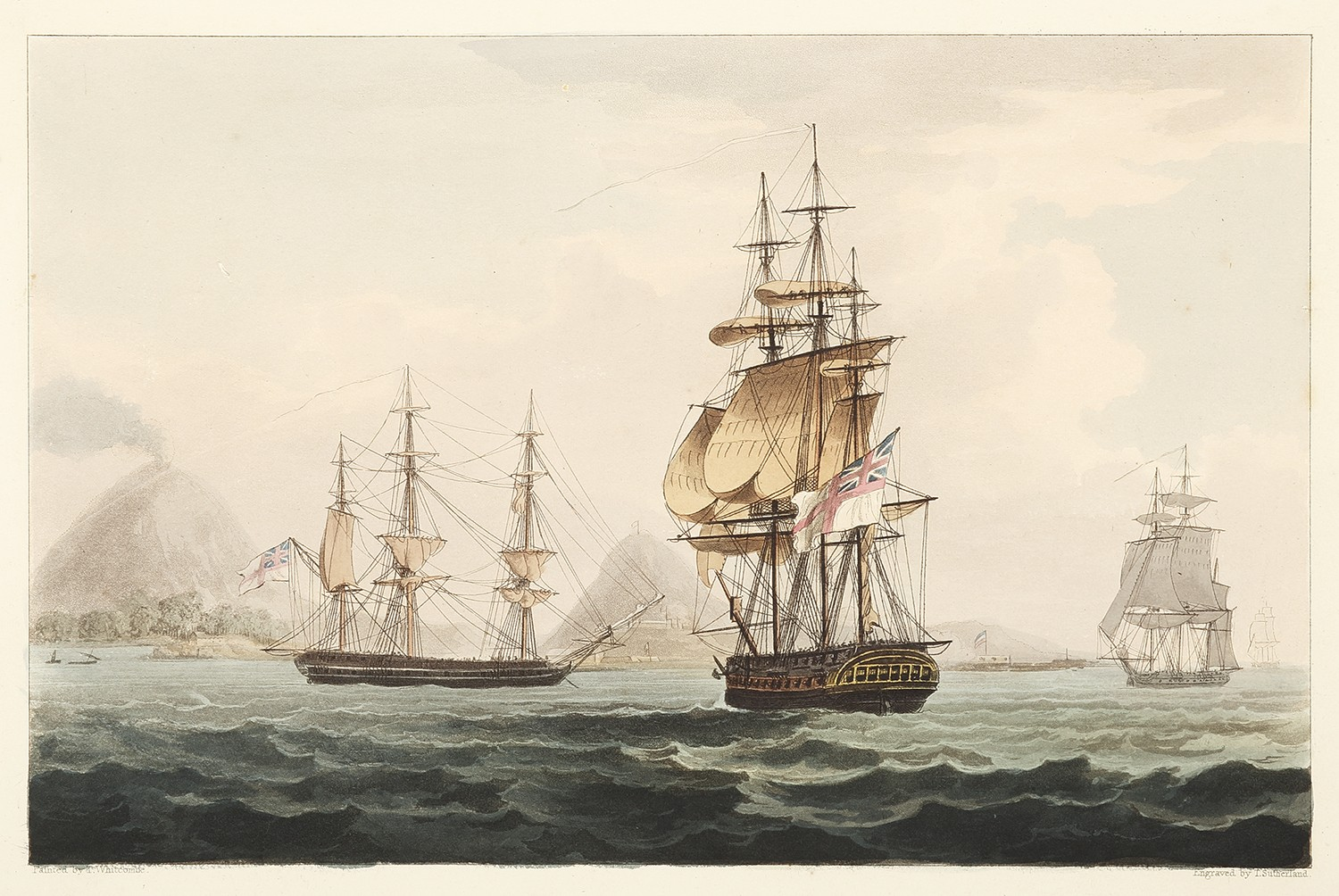
La presa dell'isola di Banda il 9 agosto 1810 con la "HMS Caroline" sullo sfondo, di Thomas Whitcombe

Le forze inglesi destinate alle isole di Banda apparvero al largo di Banda Neira il 9 agosto. Le difese principali delle isole erano poste presso Fort Belgica, un potente fortilizio dalla tipica forma a stella, circondato da un fossato. L'antico Fort Nassau si trovava poco più a sud di Fort Belgica. Le difese dell'area erano state rafforzate da quando si era saputo dell'arrivo degli inglesi. Inoltre vi erano dieci batterie (escluse quelle dei due forti) e 700 soldati olandesi con 800 miliziani nativi.
Il piano degli inglesi era quello di avvicinarsi all'isola di Banda Neira dopo il calar del sole l'8 agosto e di sbarcare le forze composte da 400 tra marinai, marines e fanteria. Queste forze avrebbero dovuto prendere Fort Belgica prima del sorgere del sole, sfruttando l'oscurità a loro vantaggio.
Ad ogni modo, ben poco andò secondo i piani. Il gruppo venne sorpreso dal fuoco di una batteria olandese posta sull'isola di Rosensgan e poi il tempo si mise a peggiorare, disperdendo la flotta. A meno di 100 metri dalla spiaggia, proprio di fronte ad una batteria olandese con dieci cannoni, le navi si scontrarono con la barriera corallina. Gli uomini scesero in acqua e dopo un'ora e mezza furono in grado di raggiungere la riva. Quando il capitano Cole raggiunse l'area predisposta per l'attacco vi erano meno di 200 tra marinai, marines e soldati. Egli prese la decisione di continuare comunque l'attacco mentre il comandante Richard Kenah della Barracouta attaccava la batteria olandese di fronte a loro. Gli inglesi riuscirono a catturare l'intera guarnigione composta da 60 uomini senza sparare alcun colpo.
Lasciando alcuni uomini di guardia alla batteria, venti minuti dopo il gruppo tentò di assaltare Fort Belgica, assistiti da una guida locale. Malgrado gli inglesi fossero quindi stati individuati, la pioggia incessante lavorò a loro favore, riducendo la visibilità dei loro nemici. Gli inglesi riuscirono a prendere una parte del forte scalarono le mura esterne sotto il fuoco dei moschetti. Venne quindi aperto il cancello ed alle 5:30 gli inglesi potevano dire conquistato completamente il forte. Il comandante del forte e dieci uomini della guarnigione olandese erano rimasti uccisi nello scontro, due ufficiali e trenta soldati erano stati fatti prigionieri, e 22 cannoni erano stati catturati dagli inglesi. Gli attaccanti ebbero solo pochi feriti.
Il capitano Cole inviò il comandante Kenah a chiesero la resa al governatore olandese locale. Non appena le navi inglesi Caroline, Piedmontaise e Barracouda tentarono di entrare nel porto vennero comunque bombardati da altre posizioni d'artiglieria olandesi, fuoco a cui gli inglesi risposero coi cannoni di Fort Belgica e minacciarono di distruggere anche la città se il governatore non avesse firmato la resa, ma questi la sottoscrisse infine.

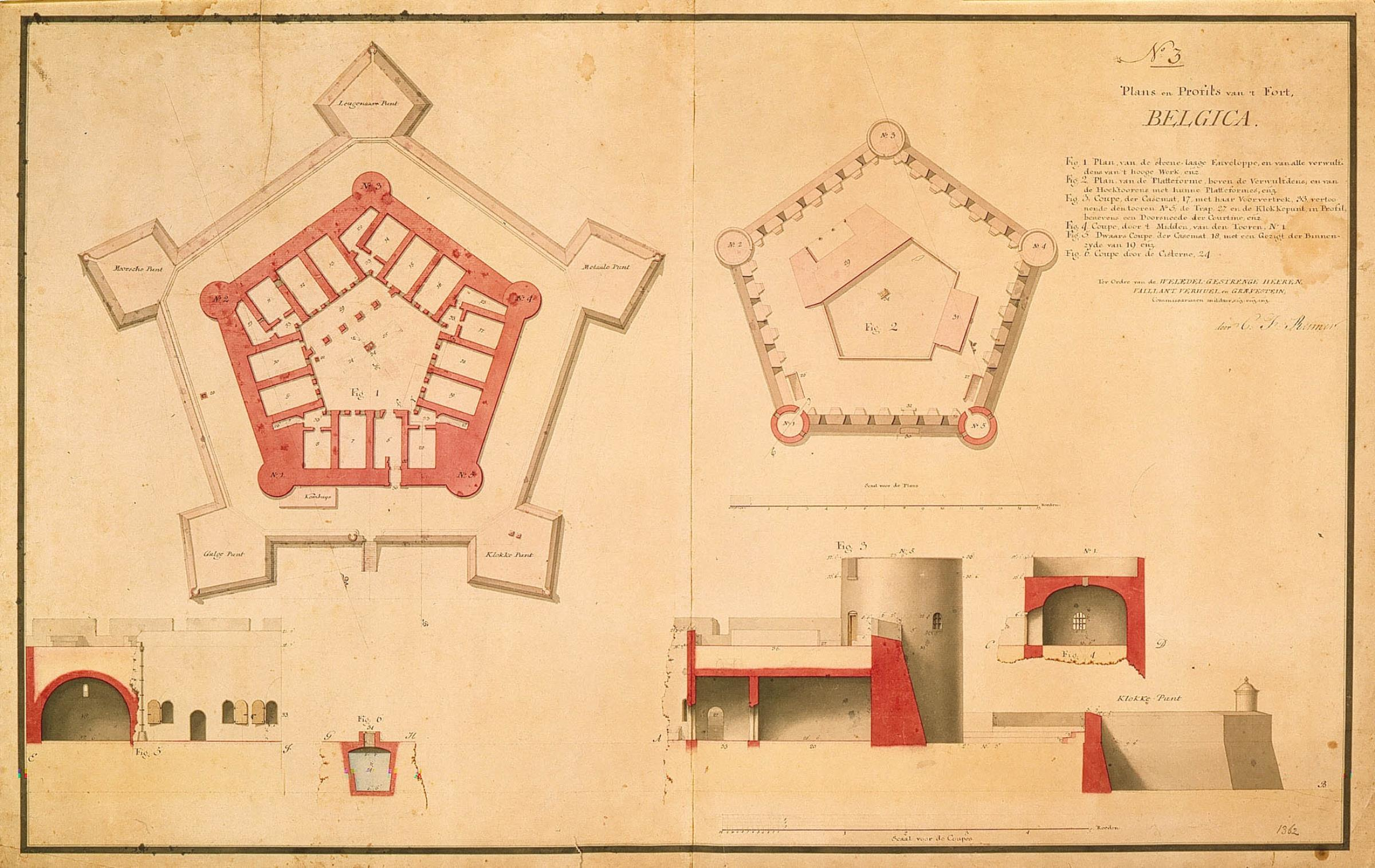
Mappa di Fort Belgica sull'isola di Banda Neira
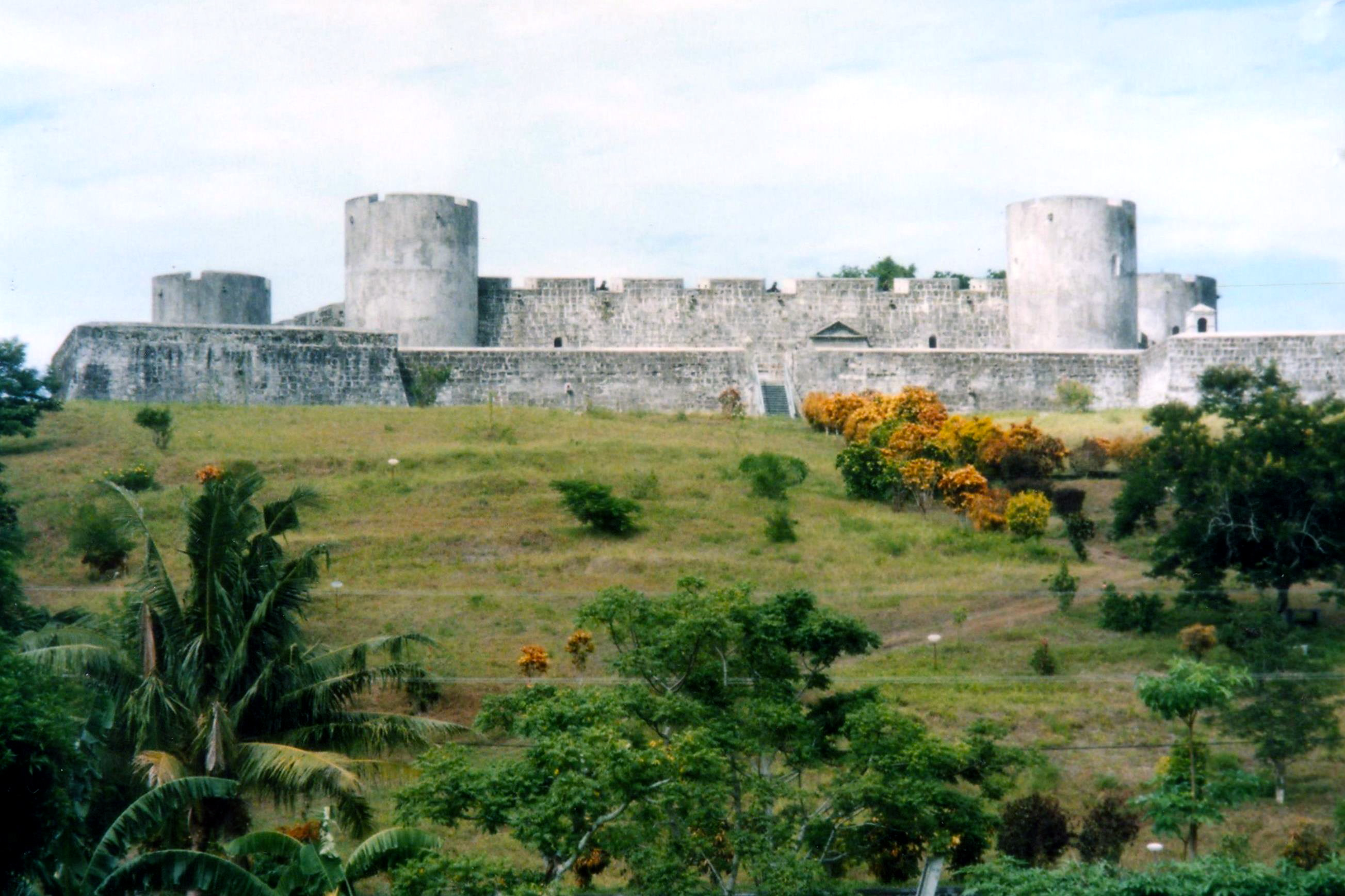
Fort Belgica oggi

### Ternate
L'ultima parte della campagna prevedeva la cattura dell'isola di Ternate, l'ultimo avamposto olandese nelle Molucche; dopo la cattura di Manado, Tucker e 174 uomini della HMS Dover giunsero sul posto il 21 agosto. Il piano era di catturare Fort Kalamata, una piccola fortezza posta presso il villaggio principale, e poi di procedere verso Fort Oranje, un forte più grande con all'interno 92 pezzi d'artiglieria di grosso calibro e una guarnigione di 500 uomini di cui 150 olandesi. Molti soldati nativi, ad ogni modo, erano sul punto di ammutinarsi per la mancanza della paga promessa loro dagli olandesi.

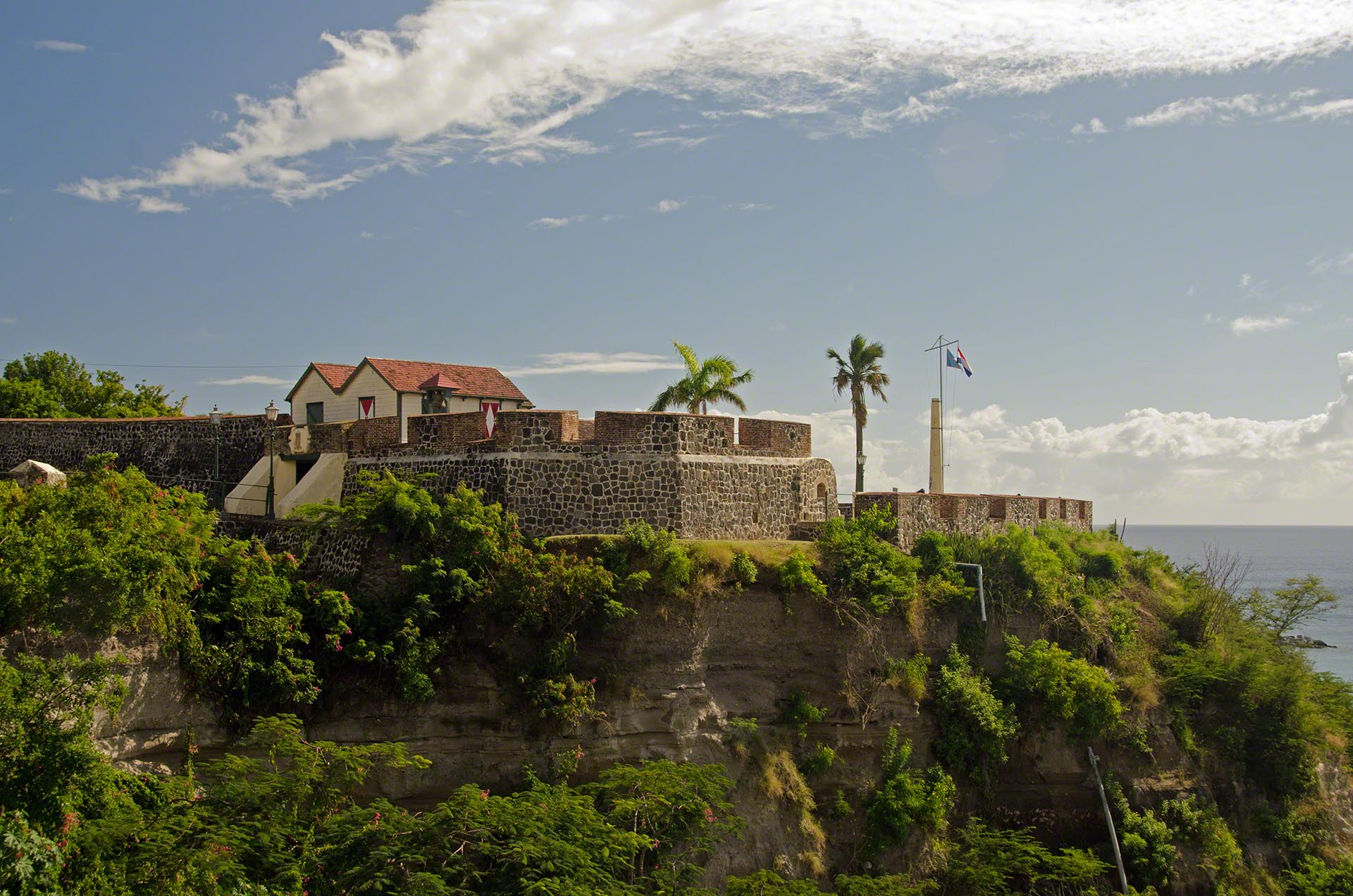
Veduta attuale di Fort Oranje a Ternate

Avendo trovato difficoltà nell'eseguire uno sbarco anfibio di notte, Tucker ed i suoi uomini agirono alla luce del sole e riuscirono a raggiungere il villaggio di Sasa, lungo la costa, alle 7 del mattino. Dopo essere saliti su una collina, occuparono il posto e vi posizionarono un cannone da campo. L'area sulla cima della collina era coperta di alberi e pertanto Tucker tentò una marcia notturna che però incontrò un blocco olandese e seguì una schermaglia. Dopo aver battuto il nemico con una carica alla baionetta, gli inglesi attraversarono una piccola spiaggia a poche centinaia di metri da Fort Kalamata. Gli olandesi aprirono quindi il fuoco, ma gli attaccanti erano decisi comunque a tentare l'assalto. Dopo l'attraversamento del fossato, gli inglesi scalarono le mura esterne del forte ed iniziarono il combattimento. Le perdite furono moderate con tre morti e quattordici feriti.
Tucker tentò di chiedere la resa al governatore olandese colonnello Jon van Mithman ma in risposta questi sparò contro le navi inglesi da Fort Kota Baro, una piccola fortificazione tra i forti di Kalamata e Oranje. La Dover, postasi di fronte, utilizzò i propri cannoni per mettere a tacere l'artiglieria nemica, di cui gli inglesi riuscirono poi ad impossessarsi con un attacco a sorpresa. La Dover si pose quindi di fronte a Fort Oranje. Gli olandesi combatterono per diverse ore, ma dopo aver subito molti danni al forte e dopo l'attacco delle forze inglesi al comando del tenente Cursham, gli inglesi riuscirono ad avere la meglio. Alle 5:00 gli olandesi si arresero.
Con la presa di possesso dell'isola da parte degli inglesi, terminò la campagna militare nelle Molucche.

## Conseguenze

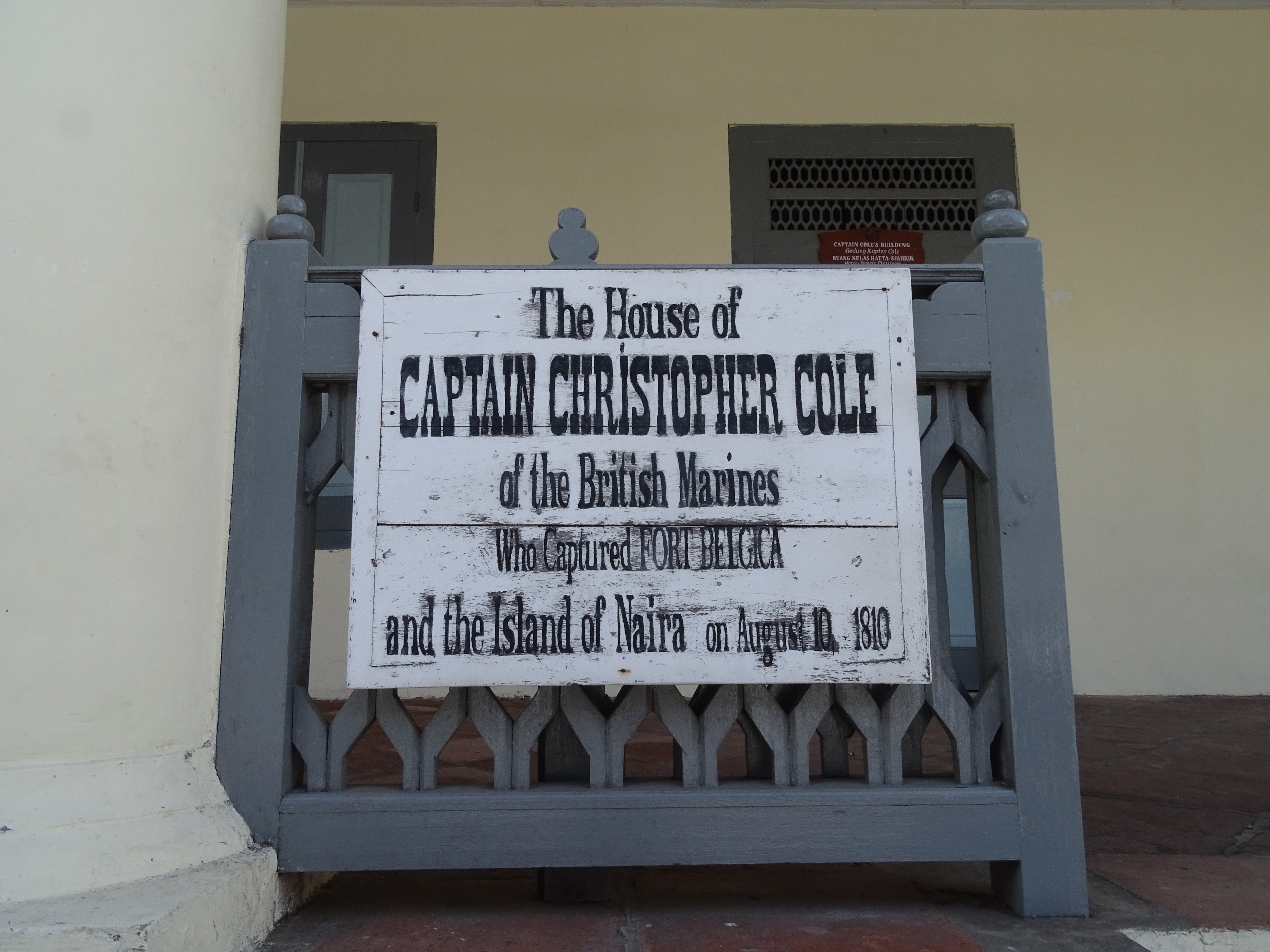
Monumento commemorativo a Banda Neira dedicato a Christopher Cole.

Dopo la resa degli olandesi, il capitano Charles Foote (della Piedmontaise) venne nominato governatore delle isole Banda. Quest'azione fu il preludio all'invasione inglese di Java del 1811 nella quale Cole ebbe pure un ruolo importante, sia nella pianificazione che nell'esecuzione delle azioni. Questa venne portata avanti poi dal contrammiraglio Robert Stopford. Per il servizio prestato, Cole divenne cavaliere nel maggio del 18121 e ricompensato anche con una medaglia appositamente coniata, ottenendo anche una laurea honoris causam dall'Università di Oxford.
Prima che gli olandesi potessero riprendere il controllo delle isole, la Compagnia britannica delle Indie orientali organizzò il trasferimento di altre piante di spezie che qui crescevano in altre colonie inglesi, in particolare a Bencoolen ed a Penang, oltre che su Ceylon. Questi trasferimenti, iniziati già con la precedente occupazione inglese degli anni '90 del Settecento; avevano portato all'esportazione di 5100 alberi di noci moscate e 15 000 piante di chiodi di garofano. Dopo l'occupazione del 1815 il numero delle piante di noci moscate balzò a 13 000 e 20 000 le piante di chiodi di garofano. Piante vennero esportate anche a Grenada e poi a Zanzibar. Quest'azione, oltre a portare all'occupazione delle isole, privò gli olandesi anche della preziosa esclusiva delle spezie, danneggiando gravemente la loro economia.
Il trattato anglo-olandese del 1814 restaurò ad ogni modo le isole agli olandesi assieme a Giava. Le isole rimasero parte delle Indie orientali olandesi come colonia sino all'indipendenza dell'Indonesia nel 1949.